# Бордуковский сельский округ (Московская область)
Бордуковский сельский округ — упразднённая административно-территориальная единица, существовавшая на территории Шатурского района Московской области в 1994—2006 годах.
Административным центром была деревня Бордуки.

## История

### 1918—1994 годы. Бордуковский сельсовет
В 1923 году Бордуковский сельсовет входил в состав Лузгаринской волости Егорьевского уезда Московской губернии.
В 1926 году в составе сельсовета находилась деревня Бордуки, хутор Муромская и колхоз Пучманис.
В ходе реформы административно-территориального деления СССР в 1929 году Бордуковский сельсовет вошёл в состав Шатурского района Орехово-Зуевского округа Московской области. В 1930 году округа были упразднены.
10 июля 1933 года Бордуковский сельсовет был передан из упразднённого Шатурского района в Коробовский.
20 августа 1939 года сельсовет был передан во вновь образованный Кривандинский район.
10 апреля 1953 года из Бордуковского сельсовета в Алексино-Туголесский передан хутор Муромская, из Кривандинского сельсовета в Бордуковский передана деревня Никитинская.
14 июня 1954 года в сельсовет включена территория упразднённого Дмитровского сельсовета.
11 октября 1956 года после упразднения Кривандинского района сельсовет передан вновь образованному Шатурскому району.
1 февраля 1963 года в ходе реформы административно-территориального деления Шатурский район был упразднён, а его сельская территория (сельсоветы) включена в состав вновь образованного Егорьевского укрупнённого сельского района.
11 января 1965 года Егорьевский укрупненный сельский район был расформирован, а на его месте были восстановлены Егорьевский и Шатурский районы. Бордуковский сельсовет вновь вошёл в состав Шатурского района.
14 марта 1977 года деревни Гармониха, Семеновская, Лемешино и село Власово упразднённого Власовского сельсовета отошли к Бордуковскому сельсовету.

### Бордуковский сельский округ
3 февраля 1994 года в соответствии с новым положением о местном самоуправлении в Московской области Бордуковский сельсовет был преобразован в Бордуковский сельский округ.
В 1999 году в состав Бордуковского сельского округа входило 8 населённых пунктов: Бордуки, Власово, Гармониха, Дмитровка, Захаровка, Лемешино, Никитинская, Семеновская.
20 июня 2001 года упразднена и снята с учёта деревня Захаровка.
29 сентября 2004 года в состав Бордуковского сельского округа включены посёлки Бакшеево, Долгуша, Северная Грива и Соколья Грива. Кроме того, деревня Никитинская была передана Кривандинскому сельскому округу.
В 2005 году населённые пункты Бордуковского сельского округа вошли в состав городского поселения Мишеронский и городского поселения Шатура.
29 ноября 2006 года Бордуковский сельский округ исключён из учётных данных административно-территориальных и территориальных единиц Московской области.